# Nouria Mérah-Benida
Nouria Mérah-Benida, född den 19 oktober 1970 i Alger, är en algerisk friidrottare som tävlar i medeldistanslöpning.
Mérah-Benidas främsta merit är att hon oväntat vann olympiskt guld på 1 500 meter vid Olympiska sommarspelen 2000 i Sydney. Hennes främsta merit innan dess var en nionde plats på 1 500 meter vid VM 1999 i Sevilla. Efter framgången vid OS blev hon 2006 guldmedaljör vid Afrikanska mästerskapen på 1 500 meter och trea på 800 meter.